# Exchange-traded note
ETN significa Exchange-traded note. 

## Ventajas e inconvenientes
Los ETN ofrecen la posibilidad de invertir en activos de difícil acceso para inversores particulares, con estrategias apalancadas y no apalancadas. También se permite la presencia de inversores institucionales.
A diferencia de los ETF, los ETN no tienen la obligación de mantener en cartera el subyacente que compone el índice, sino que solo se compromete a pagar al comprador en función del precio de mercado de ese subyacente. Por esta razón, con un ETN existe riesgo de crédito, pudiendo existir pérdidas con la inversión si baja la calificación crediticia del emisor del ETN. En cambio, la no existencia de subyacente en cartera permite que el ETN no sufra de tracking error.
Al tratarse de una estructura que no paga intereses ni distribuye dividendos, un ETN puede resultar favorable tributariamente, porque se puede trasladar los beneficios a años fiscales más benignos y aprovecharse del tratamiento más conveniente de las ganancias de capital a largo plazo. Sin embargo, también es posible que esos beneficios fiscales no sean aplicables según la jurisdicción en la que tribute el inversor.